# Onthophagus inelegans
Onthophagus inelegans là một loài bọ cánh cứng trong họ Bọ hung (Scarabaeidae).